# Сепоји
Сепоји (енгл. Sepoy), пешаци-најамници наоружани ватреним оружјем у служби индијских владара и Британске источноиндијске компаније у периоду од 17. до краја 19. века.

## Историја
Реч сепоји је индијски облик персијске речи спахије, што значи војници, иако се у Индији није користио за феудалну коњицу (она се у Индији називала термином совари), већ за најамничку пешадију наоружану пушкама спредњачама (од мускета фитиљача до кремењача и капислара). Овај термин најчешће се користи за приватне колонијалне трупе Британске источноиндијске компаније, које су од почетка 18. века до Индијског устанка 1857. године биле регрутоване међу индијским домороцима, али наоружане и обучене на европски начин, под командом европских официра.
Приватна војска Компаније била је веома велика, подељена на Бенгалску, Мадраску и Бомбајску армију, састављне од европских и сепојских (домородачких) пукова. Сепојски пукови били су величине батаљона, са 8-10 чета укупне снаге око 1.000 индијских пешадинаца и 10-20 европских официра. Пошто је европских официра било сувише мало, главни командни кадар ових јединица били су индијски подофицириː
- наик, каплар,
- хавилдар, наредник,
- џемадар, заповедник вода,
- субедар, помоћник заповедника чете,
- старији субедар, помоћник заповедника батаљона.[3]

### Побуна сепоја (1857)
Незадовољна смањењем плата, службом у иностранству (Први англо-авганистански и Први англо-бурмански рат) и војним реформама које су се косиле са хиндуистучком религијом, већина сепоја у Бенгалској армији (49 до укупно 74 батаљона) побунила у периоду 10. маја-25. јула 1857. и започела устанак против британске власти (познат у Европи под именом Побуна сепоја) који је захватио читаву северну Индију и трајао пуне две године. Након угушења устанка, владавина Компаније у Индији и њена приватна војска су укинуте 1858, а Индија је претворена у британску крунску колонију, иако је термин сепоји остао у употреби за домородачку пешадију у Британској Индији све до осамдесетих година 19. века.